# Retinolo deidrogenasi
La retinolo deidrogenasi è un enzima appartenente alla classe delle ossidoreduttasi, che catalizza la seguente reazione:
retinolo + NAD+ ⇄ retinale + NADH + H+